# NGC 2966
NGC 2966 is een balkspiraalstelsel in het sterrenbeeld Sextant. Het hemelobject werd op 16 maart 1884 ontdekt door de Franse astronoom Édouard Jean-Marie Stephan.

## Synoniemen
- UGC 5181
- IRAS09395+0454
- MCG 1-25-13
- ZWG 35.33
- MK 708
- NPM1G +04.0213
- PGC 27734